# Louis Crouzon
Louis Édouard Octave Crouzon (Paris, 1874 — Paris, 1938) foi um neurologista francês.
Em sua homenagem, foi dado seu sobrenome à síndrome de Crouzon.
Louis Edouard Octave Crouzon, descreveu a síndrome em 1912.